# Ко Тао
Ко Тао (на тайски: เกาะเต่า, „Островът на костенурките") е остров в Тайланд, част от архипелага Чумпхон на западния бряг на Тайландския залив. Той заема площ от 21 km². Основното селище е Ban Mae Hat.
Икономиката на острова е почти изцяло съсредоточена върху туризма, особено популярно е гмуркането.